# Africká hvězda
Vyznamenání Africká hvězda náleží mezi tzv. britská kampaňová vyznamenání druhé světové války.

## Podmínky udělení
Zřízena byla 8. července 1943 a udělovala se za službu na africkém bojišti, respektive za jeden či více dní odsloužených v období od 10. června 1940 do 12. května 1943. Nárok na ni měl každý příslušník ozbrojených sil Velké Británie a Commonwealthu bez rozdílu hodnosti či služebního zařazení.

## Podoba vyznamenání
Vyznamenání má tvar šesticípé hvězdy ze žluté slitiny mědi a zinku o výšce 44 mm, šířce 38 mm a tloušťce 3 mm. Vyznamenání je zavěšeno na stuze o šíři 32 mm. Okrová barva stuhy symbolizuje písek saharské pouště, zatímco královské námořnictvo a obchodní námořnictvo, armáda a vzdušné síly jsou reprezentovány tmavě modrým, červeným a světle modrým pruhem.

### Avers
Ve středovém medailonu s mezikružím je umístěn monogram krále Jiřího VI. „GRI VI“, převýšený korunou, která zasahuje do horní části mezikruží. V mezikruží je umístěn opis: THE AFRICA STAR. Cípy hvězdy jsou opatřeny středovým žebrem.

### Revers
Povrch zadní strany je hladký. Pro některé země zadní strana obsahovala vyryté jméno oceněného a matriční číslo.